# 三条警察署

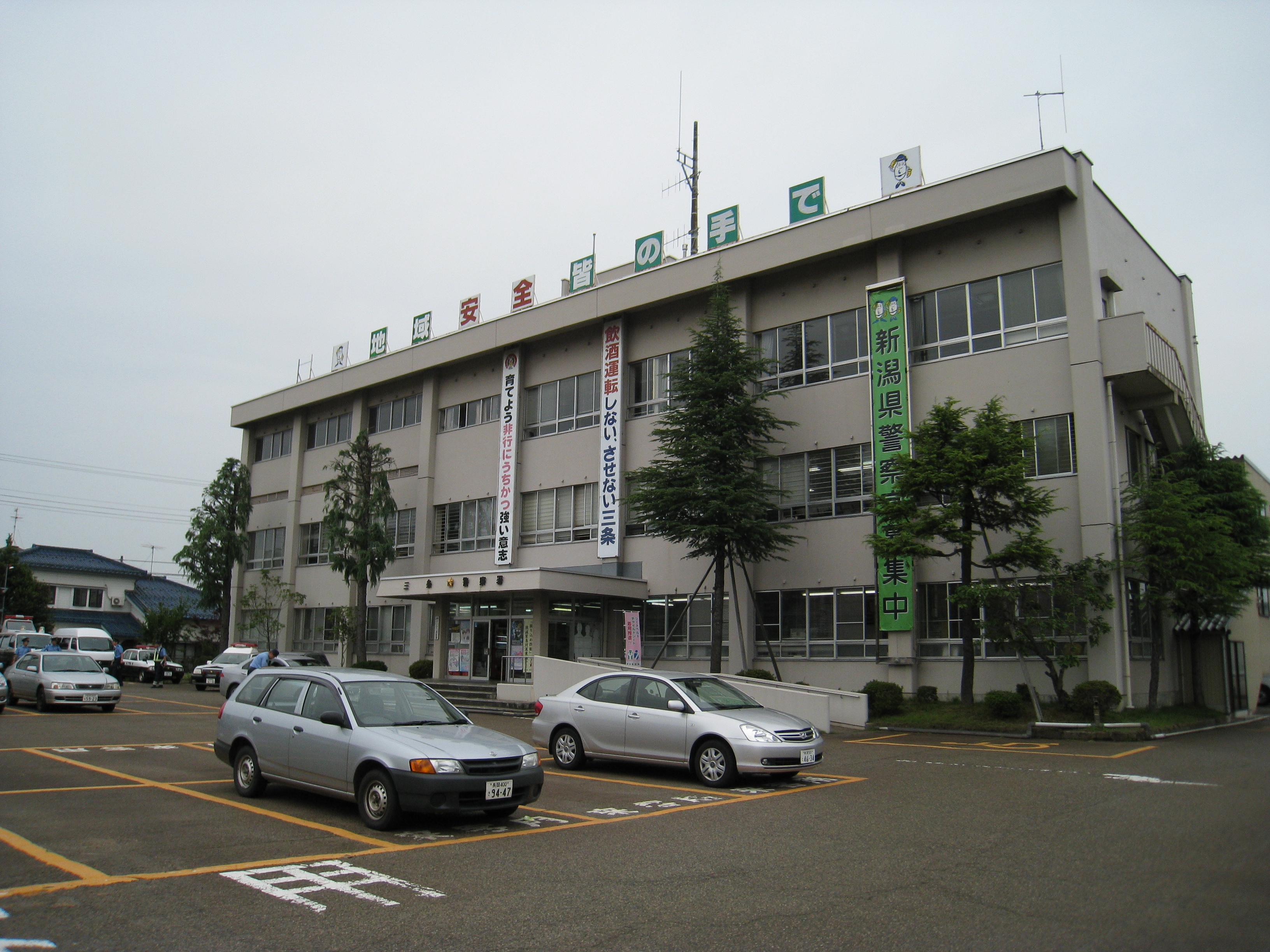
三条警察署

三条警察署（さんじょうけいさつしょ）は、新潟県警察が管轄する警察署の一つである。

## 管轄区域
- 三条市

## 所在地
- 新潟県三条市旭町2丁目12-13

## 沿革
- 1877年（明治10年）：三条警察署として発足
- 1948年（昭和23年）3月7日：旧警察法施行により三条市警察が発足
- 1954年（昭和29年）：警察法の改正により、現在の三条警察署が発足
- 1973年（昭和48年）：現在地に移転新築

## 組織
- 警務課
- 会計課
- 生活安全課
- 地域課
- 刑事課
- 交通課
- 警備課

## 交番
- 東三条駅前交番（三条市東三条1丁目20-3）
- 神明町交番（三条市神明町1-13）
- 三条駅前交番（三条市南新保15-10）
- 五ノ町交番（三条市本町6丁目2-26）
- 燕三条駅交番（三条市下須頃497）
- 下田交番（三条市荻堀1316）

## 駐在所
- 保内駐在所（三条市上保内乙393-8）
- 井栗駐在所（三条市井栗1丁目19-11）
- 大崎駐在所（三条市東大崎2丁目5-11）
- 本成寺駐在所（三条市片口351-4）
- 尾崎駐在所（三条市尾崎456-4）
- 若宮駐在所（三条市若宮新田898）
- 大面駐在所（三条市大面656-3）
- 八木前駐在所（三条市庭月75-1）

## 管内で発生した主な事件
- スナック喫茶従業員女性殺害・放火事件 - 1973年（昭和48年）11月22日早朝、三条市西本成寺（1988年時点では同市桜木町）にあったスナック喫茶「ホシ」の店内で同店手伝いの女性（当時26歳）がヘアドライヤーのコードで首を絞められて殺害され、店内に放火された事件[1]。殺人・放火事件として捜査が行われ、当初は痴情・怨恨関係の事件と見込まれていたが、放火によって現場が荒らされたことや犯人の指紋が見つからなかったことなどから捜査は難航し、未解決のまま事件発生から15年後の1988年（昭和63年）11月22日に公訴時効が成立した[1]。
- 新潟少女監禁事件 - 1990年（平成2年）11月13日に三条市在住の少女が行方不明になり、9年2か月後の2000年（平成12年）1月28日に柏崎市四谷の民家で監禁されていたところを保護された事件。